# Астероїд проти Землі
«Астероїд проти Землі» (англ. Asteroid vs Earth) — американський низькобюджетний науково-фантастичний фільм 2014 року кінокомпанії The Asylum. Режисером фільму виступив Крістофер Рей. У головних ролях знялися Тіа Каррере та Джейсон Брукс.

## Сюжет
Увечері в обсерваторії студент Еван виявляє, що величезний астероїд мчить у напрямку Землі і через десять днів зіткнеться з нею. Ядерні держави намагаються відвернути траєкторію астероїда за допомогою ядерної зброї, але їм це не вдається. Евану приходить ідея використовувати атомні детонації в глибокій морській западині, щоб спровокувати глобальні землетруси, які призвели б до відхилення Землі від своєї орбіти. План затверджено і запущено підводний човен з атомним водолазним роботом. Для правильного розміщення боєголовок підводний човен роздувається. Але подальшої детонації було недостатньо. Лише детонація боєголовок у вулкані на острові Сайпан створить енергію, щоб виштовхнути Землю з її орбіти і врятувати людство.

## У ролях
| Актор         | Роль              |
| ------------- | ----------------- |
| Тіа Каррере   | Марісса Кнокс     |
| Джейсон Брукс | Чейз Сьюард       |
| Тім Расс      | капітан Роджерс   |
| Крейг Блейр   | Террі             |
| Роберт Даві   | генерал Мастерсон |
| Роберт Шафер  | лейтенант Роуз    |
| Чарльз Б'юм   | Еван              |